# آمال موسى
آمال موسى حسين علي الجابري طبيبة وسياسية عراقية، تشغل حاليا منصب سفيرة العراق في مسقط.
شغلت منصب عضوة في الجمعية الوطنية الانتقالية المؤقتة عامي 2004 و2005، وكانت عضوة في لجنة العلاقات الخارجية في الجمعية.

## وصلات خارجية
- السيرة الذاتية، موقع السفارة العراقية في مسقط